# 早安少女組。誕生10年紀念隊
早安少女组。诞生10年纪念队（日语：モーニング娘。誕生10年記念隊）是適逢早安少女組。邁入出道第十年之際，為迎接同年9月組合「結成十周年」紀念所結成的特別組合。

## 成員
- 飯田圭織（一期生，當時26歲）
- 安倍夏美（一期生，當時26歲）
- 後藤真希（三期生，當時21歲）
- 新垣里沙（五期生，當時18歲）
- 久住小春（七期生，當時14歲）

2007年組合結成時，新垣和久住為早安少女組。在籍成員，飯田、安倍和後藤則已畢業多時。現時五人均全數從早安少女組。畢業。

## 概要
該組合是為紀念早安少女組。出道第十年於2007年所結成，於同年1月24日推出首張單曲出道。
製作人淳君稱，因「當初組合結成時由13至24歲的五人所結成」，為呼應組合在十年前的起點而從歷任成員中選出這五位。五位成員加入早安少女組。的期數也恰好為單數。
另外要注意的是，組合名稱為「誕生10年紀念隊」，並非「10週年紀念隊」。

## 發售作品

### 單曲
1. 我們所生存的 MY ASIA（2007年1月24日發售 初回生産限定盤：EPCE-5448、通常盤：EPCE-5449）
2. 可爱的恶友（2007年8月8日發售 初回生産限定盤：EPCE-5489〜90 通常盤：EPCE-5491）

### 專輯
- ハロー!プロジェクト スペシャルユニット 我流全集（2008年12月10日）

### 單曲V
1. 我們所生存的 MY ASIA（2007年2月21日發售 EPBE-5229）
2. 可爱的恶友（2007年8月22日發售 EPBE-5260）

### DVD
1. モーニング娘。誕生10年記念隊コンサートツアー2007夏～サンキュー My Dearest～